# Grevillea microstegia
Grevillea microstegia es una especie de arbusto  del gran género  Grevillea perteneciente a la familia  Proteaceae. Es originaria del Grampians National Park en Victoria, Australia. 

## Descripción
Alcanza un tamaño de hasta entre 0,3 y 1 metro de altura y de 2 a 4 metros de ancho. Las flores son de color marrón rojizo y tiene color verde la punta y los estilos de color rojo. Estos aparecen entre noviembre y diciembre (finales de primavera hasta principios de verano) en su hábitat nativo.

## Taxonomía
Grevillea microstegia fue descrita por Bill Molyneux y publicado en Muelleria 3: 141. 1975.
Etimología
Grevillea, el nombre del género fue nombrado en honor de Charles Francis Greville, cofundador de la Royal Horticultural Society.
microstegia: epíteto latíno